# Брукс, Джейми
Джэми Брукс (англ. Jamie Brooks; род. 4 июня 1982, Гулль) — британская порноактриса
.
На 2011 год снялась в 213 фильмах.

## Премии и номинации
- 2006 AVN Award номинация — за лучшую сцену орального секса (вместе с Брайаном Шурвудом (Brian Surewood)) — Ass Quake[4]
- 2007 UK Adult Film and Television Awards победа — лучшая актриса в анальной сцене — Cream Bunz[5]